# Salina Bochnia
Salina Bochnia (în poloneză kopalnia soli w Bochni) din Bochnia, Polonia este una dintre cele mai vechi mine de sare din lume și cea mai veche din Polonia. Mina a fost amenajată între secolele al XII-lea și al XIII-lea, după ce s-a găsit sare la Bochnia și a devenit parte a companiei miniere regale żupy krakowskie.
Mina a fost închisă la puțin timp după Primul Război Mondial. În 1981 a fost declarat monument de patrimoniu. Situl este monument istoric (Pomnik historii), desemnat la 6 octombrie 2000 și urmărit de către Institutul Național al Patrimoniului din Polonia⁠(d).

## Istoria

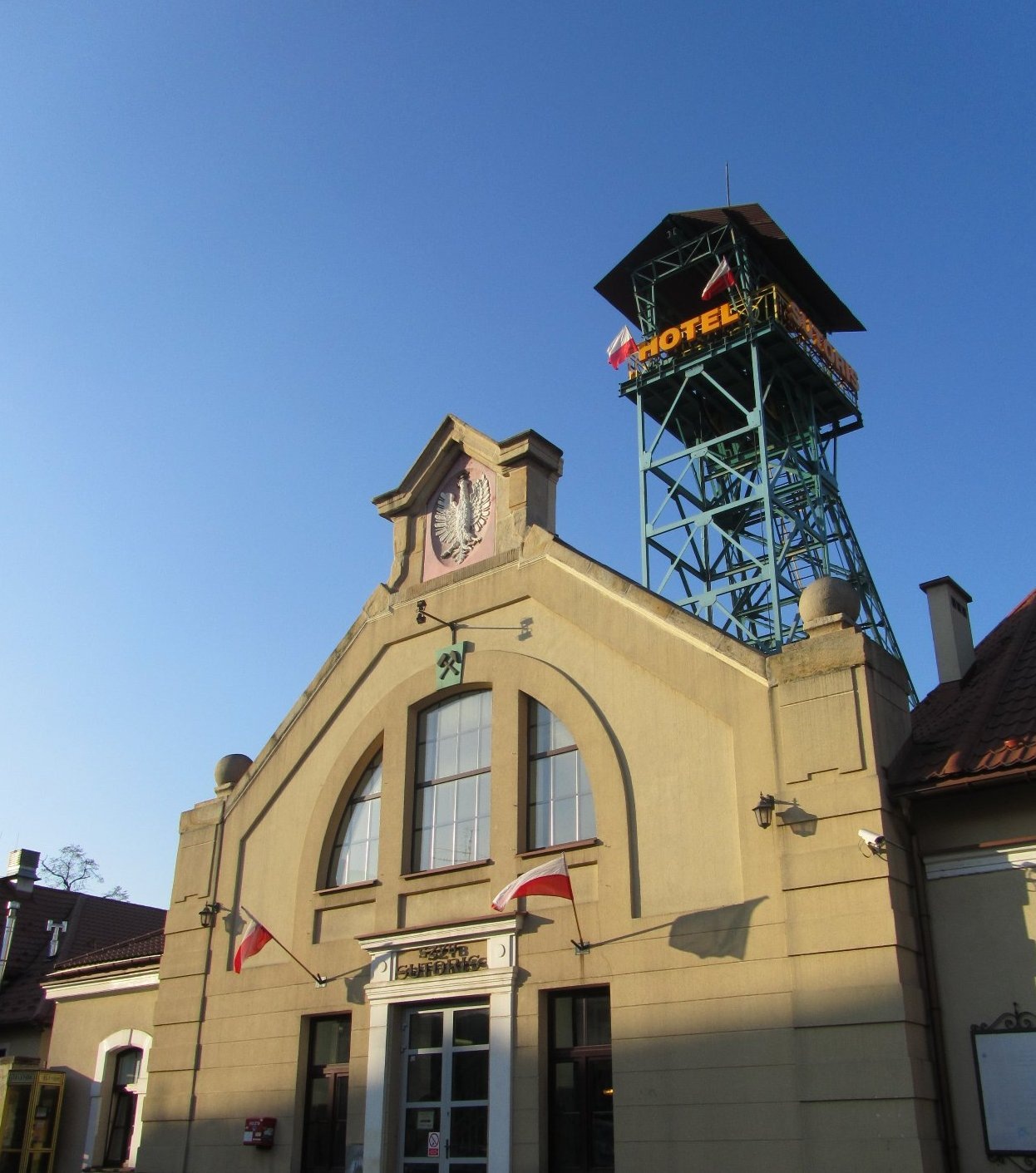
Intrarea

Minele măsoară 4,5 km lungime la aproximativ 330-468 de metri adâncime sub suprafață, la 16 niveluri.
În 2013, mina a fost înscrisă în Lista Patrimoniului Mondial UNESCO ca extensie a sitului salina Wieliczka deja înscris din 1978.

### Pasajul August
Pasajul August este principala rută de comunicație și transport în mină. Se desfășoară de la est la vest, conectând în linie dreaptă capetele de jos ale puțurilor Campi și Sutoris. Este la o adâncime de 176 m din partea de sus a puțului Sutoris și la 212 m față de partea de sus a puțului Campi. Pasajul August a fost inițial numit Soba Lungă (Piec Długi). Prima sa parte, dintre rampa Rabsztyn și puțul Campi, a fost construită în anii 1723–1743, după un proiect de Jan Gottfried Borlach. Marea sa realizare a fost reglementarea rutelor în mină prin îndreptarea și nivelarea lor. Ca urmare a acestui fapt, în următoarele decenii, pasajul August ajuns la o lungime de aproape 3 km.
Camerele excavate, puțurile și pasajele formează un adevărat oraș subteran, care este deschis pentru turiști. Cea mai mare dintre încăperile conservate au fost transformate în sanatoriu.

### Camera Ważyn
Camera Ważyn a fost numită astfel după numele administratorului (podżupek) Andrzej Ważyński. Adâncimea acestei camere, cea mai mare din salina Bochnia, este de 248 m; lungimea sa este de 255 m; lățimea maximă este de 14,4 m; înălțimea maximă este de 7,2 m. Camera nu are nicio coloană. S-a extras sare din camera Ważyn din 1697 până în anii 1950. În scopul de a crea un sanatoriu, aceste puțuri vechi au fost extinse cu buldozerul. Aceste lucrări au avut loc până în 1984. Datorită lor, puțul Ernest din secolul al XVII-lea este vizibil pe acoperișul camerei.
Camera Ważyn are un microclimat specific, cu o temperatură constantă între 14–16 °C, umiditate ridicată (aproximativ 70%) și ionizare favorabilă a aerului saturat cu clorură de sodiu și microelemente benefice organismului, cum ar fi magneziul, manganul și calciul. Aerul din cameră se distinge prin puritate. Camera este dotată cu paturi: până la 300 de persoane pot dormi aici. Alte părți ale camerei Ważyn sunt terenuri de volei, baschet și handbal, un restaurant și o sală de conferințe.